# Байсарово
Байса́рово (рос. Байсарово, башк. Байсар) — присілок у складі Янаульського району Башкортостану, Росія. Входить до складу Воядинської сільської ради.
Населення — 5 осіб (2010; 22 у 2002).
Національний склад:
- башкири — 73 %
- татари — 27 %